# Kurt Böttger
Kurt Böttger (* 5. Oktober 1923 in Helfta, Mansfelder Seekreis; † 1993) war ein deutscher Diplomat. Er war Botschafter der DDR im Sudan und in der Schweiz.

## Leben
Böttger war Matrose bei der Kriegsmarine und geriet in sowjetische Kriegsgefangenschaft.  Nach 1945 war er zunächst als Lichtbogenschweißer im Mansfeld-Kombinat tätig. 
Nach dem Studium der Werbeökonomie war er ab 1953 für das Ministerium für Außen- und Innerdeutschen Handel bzw. ab 1961 für das Ministerium für Auswärtige Angelegenheiten der DDR (MfAA) tätig. Ab 1954 war er Mitarbeiter der Handelsvertretung in Kairo, von 1956/1957 Handelsattaché an der Handelsvertretung in der sudanesischen Hauptstadt Khartum. Von 1957 bis 1960 leitete er die Handelsvertretung in Beirut. Danach wirkte er als Außerordentlicher Gesandter und Bevollmächtigter Minister mit Sonderaufgaben in Äthiopien und in der Republik Kongo. Von 1962 bis 1965 leitete er als Handelrat die Handelsvertretung in Indien, von 1965 bis 1966 die Zweite Außereuropäische Abteilung (Südostasien) im MfAA. Nach einem Studium mit dem Abschluss als Diplom-Gesellschaftswissenschaftler war er von 1970 bis 1973 Botschafter der DDR in Khartum. 1973 leitete er die Vierte Außereuropäische Abteilung (Afrika) im MfAA, von 1973 bis 1984 die Abteilung Nord- und Westafrika im MfAA. Von 1984 bis 1986 wirkte er schließlich als Botschafter der DDR in Bern.
Böttger war Mitglied der SED.

## Auszeichnungen
- Vaterländischer Verdienstorden in Bronze (1966) und in Silber (1983)
- Orden Banner der Arbeit (1973)